# Santa-Marta-Zaunkönig
Der Santa-Marta-Zaunkönig (Troglodytes monticola) ist eine seltene, wenig erforschte Singvogelart aus der Familie der Zaunkönige (Troglodytidae). Er ist in der Sierra Nevada de Santa Marta im Norden Kolumbiens endemisch.

## Merkmale
Die Körperlänge beträgt ungefähr 11,5 cm. Der Überaugenstreif ist gelbbraun und der Augenring ist zimtbraun-weiß. Der Oberkopf und die Oberseite sind rötlichbraun. Der Hinterrücken, die Arm- und die Handschwingen sind schwärzlich gebändert. Die braunen Steuerfedern weisen eine schwarze Querbänderung auf. Das Kinn ist hell gelbbraun. Die Kehle und die Brust sind zimtbraun. Die Flanken sind zimtbraun-weiß mit deutlichen dunkelbraunen Binden. Der Steiß ist weiß mit schwärzlichen Binden. Die Iris ist braun, der Schnabel ist dunkelbraun, heller an der Basis. Die Beine sind bräunlich. Die Geschlechter ähneln sich. Die juvenilen Vögeln ähneln den Altvögeln, sie haben jedoch dunkle Federspitzen am Rücken und an der Unterseite.

## Lautäußerungen
Über den Gesang gibt es keine Aufzeichnungen. Der Kontaktruf besteht aus einem konstant wiedergegebenen di-di.

## Lebensraum und Lebensweise

Verbreitungsgebiet (grün) des Santa-Marta-Zaunkönigs in Kolumbien

Der Santa-Marta-Zaunkönig bewohnt die Ränder von Elfenwäldern, Unterholz an der Waldgrenze sowie den Páramo in Höhenlagen von 3200 bis 4800 m. Über seine Nahrung ist nichts bekannt. Er geht zwischen der Waldbodenebene und der mittleren Baumebene auf Nahrungssuche. Sein Fortpflanzungsverhalten ist nicht erforscht.

## Gefährdung und Schutz
Bekannt aus Sammlungen, die 1922 in einem von Ornithologen selten besuchten Gebiet durchgeführt wurden, blieb diese Art so lange undokumentiert, bis sie im Jahr 2000 im Río-Frío-Tal wiederentdeckt wurde. Bis zum Jahr 2001 konnte ein Paar beobachtet werden. 2011 wurden bei einer gezielten Suche 17 Individuen gefunden und 2015 mehrere Paare beobachtet. Die Gesamtpopulation umfasst vermutlich weniger als 250 ausgewachsene Individuen. Selbst zu Beginn des 20. Jahrhunderts war eine Lebensraumverschlechterung in den Páramos an der Waldgrenze zu verzeichnen, und die Lebensräume im Río-Frío-Tal werden weiterhin durch Brand und Überweidung beeinträchtigt. Das bekannte Verbreitungsgebiet befindet sich weitgehend im Nationalpark Sierra Nevada de Santa Marta, aber trotz des gesetzlichen Schutzstatus gehen die Waldzerstörung, die Überweidung und die Brandrodung fast unvermindert weiter. Erst seit 2005 wird der Nationalpark als Naturschutzgebiet angesehen. Es ist daher dringend notwendig, nach den verbleibenden Populationen dieser Art zu suchen und den Schutz der Páramos im Nationalpark Sierra Nevada de Santa Marta zu verbessern. 1988 nahm die IUCN den Santa-Marta-Zaunkönig in die Kategorie „nicht gefährdet“ (least concern) auf, 2005 wurde der Status in „gefährdet“ (vulnerable) und 2011 in „vom Aussterben bedroht“ (critically endangered) geändert.

## Etymologie und Forschungsgeschichte
Die Erstbeschreibung des Santa-Marta-Zaunkönigs erfolgte 1899 durch Outram Bangs unter dem wissenschaftlichen Namen Troglodytes monticola. Das Typusexemplar wurde von Wilmot Wood Brown, Jr. (1868–1953) in der Sierra Nevada de Santa Marta gesammelt. Bereits 1809 führte Louis Pierre Vieillot die für die Wissenschaft neue Gattung Troglodytes ein. Dieser Name leitet sich von »trōglē, trōgō κτρωγλη, τρωγω« für »Höhle, nagen« und »-dutēs, duō -δυτης, δυω« für »tauchend, eintauchen« ab. Der Artname »monticola« ist ein lateinisches Wortgebilde aus »mons, montis« für »Berg« und » -cola, colere« für »-bewohnend, Bewohner«.